# Зюрих
Зюрих (нід. Zurich) — село в нідерландській провінції Фрисландія. Входить до муніципалітету Південно-Західна Фрисландія. Його населення станом на 2020 рік складало 145 осіб.
Розташоване на східному узбережжі штучного озера Ейсселмер безпосередньо поруч із дамбою Афслютдейк, яка відгородила затоку Зейдерзе від Ваттового моря, й утворивши таким чином штучне прісноводне озеро.

## Галерея

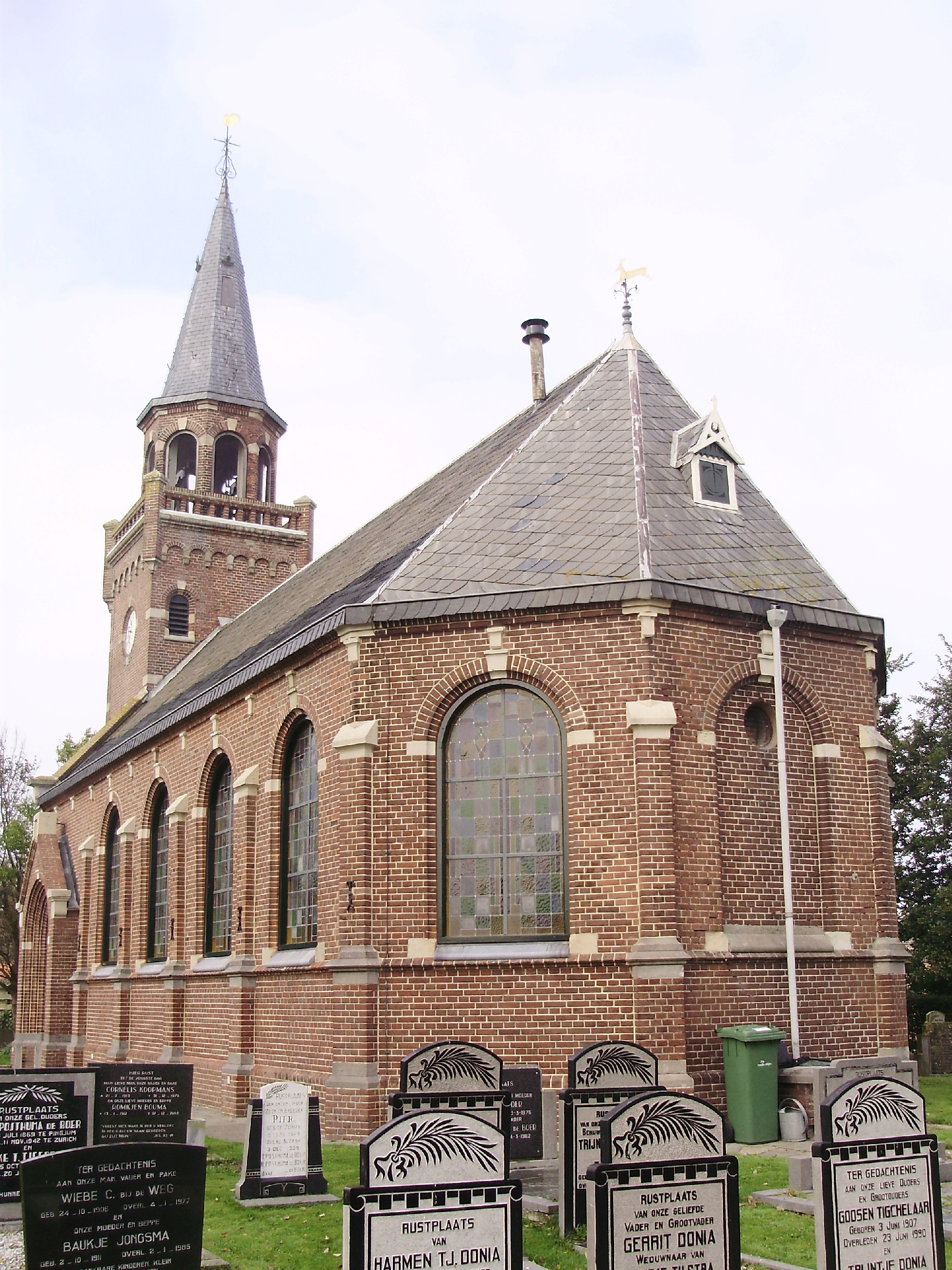
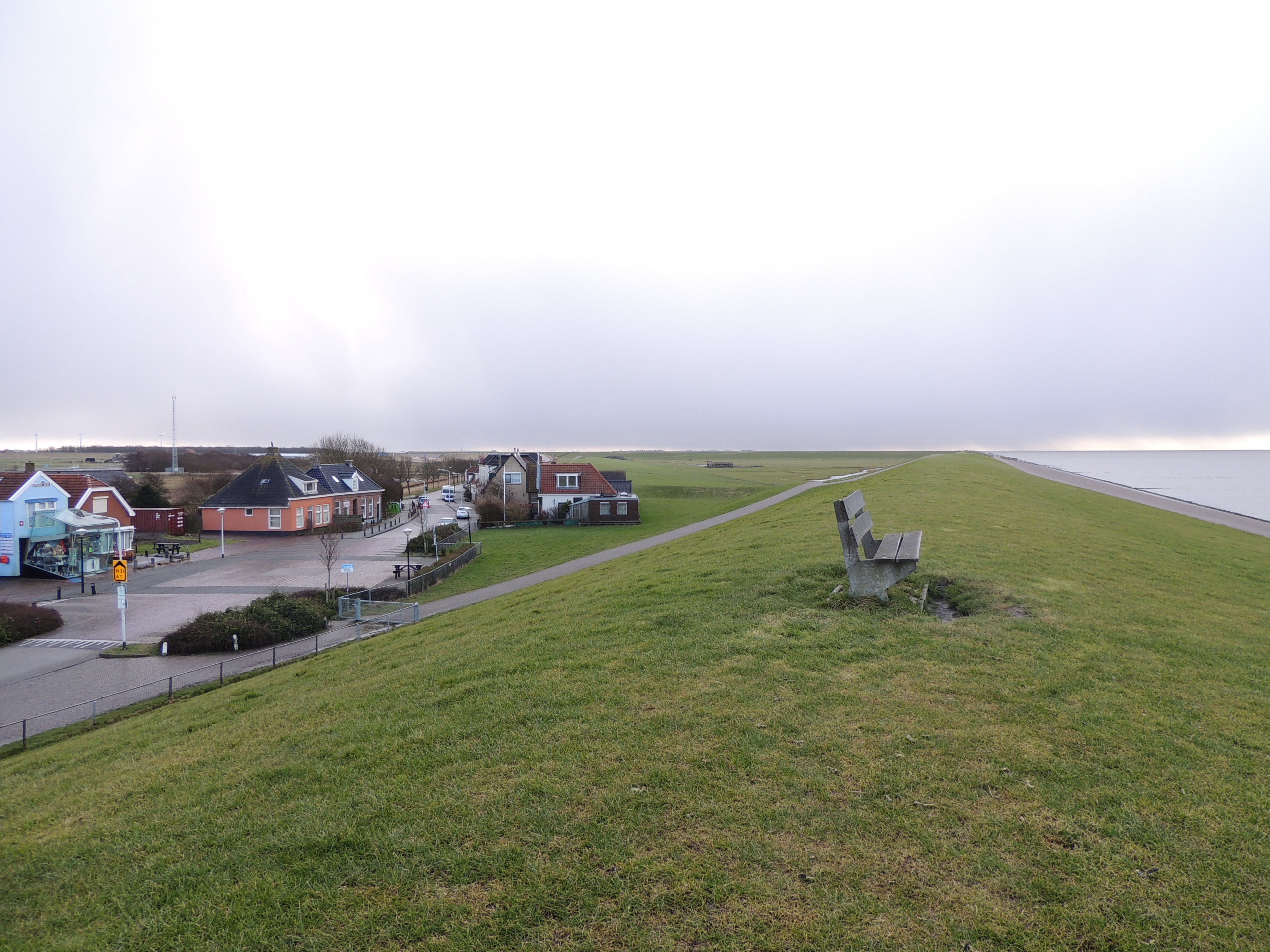
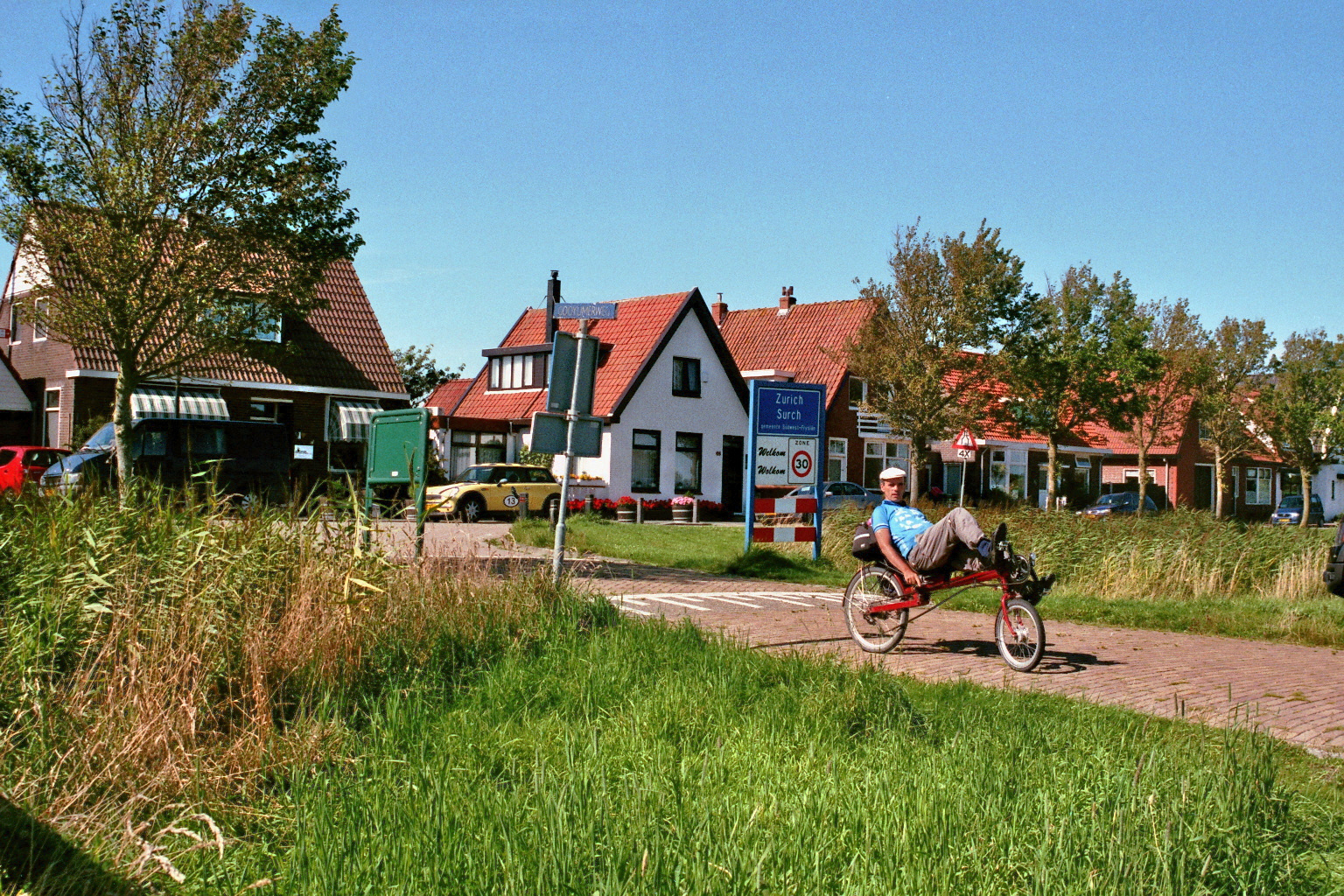